# Liste der Baudenkmäler in Walpertskirchen

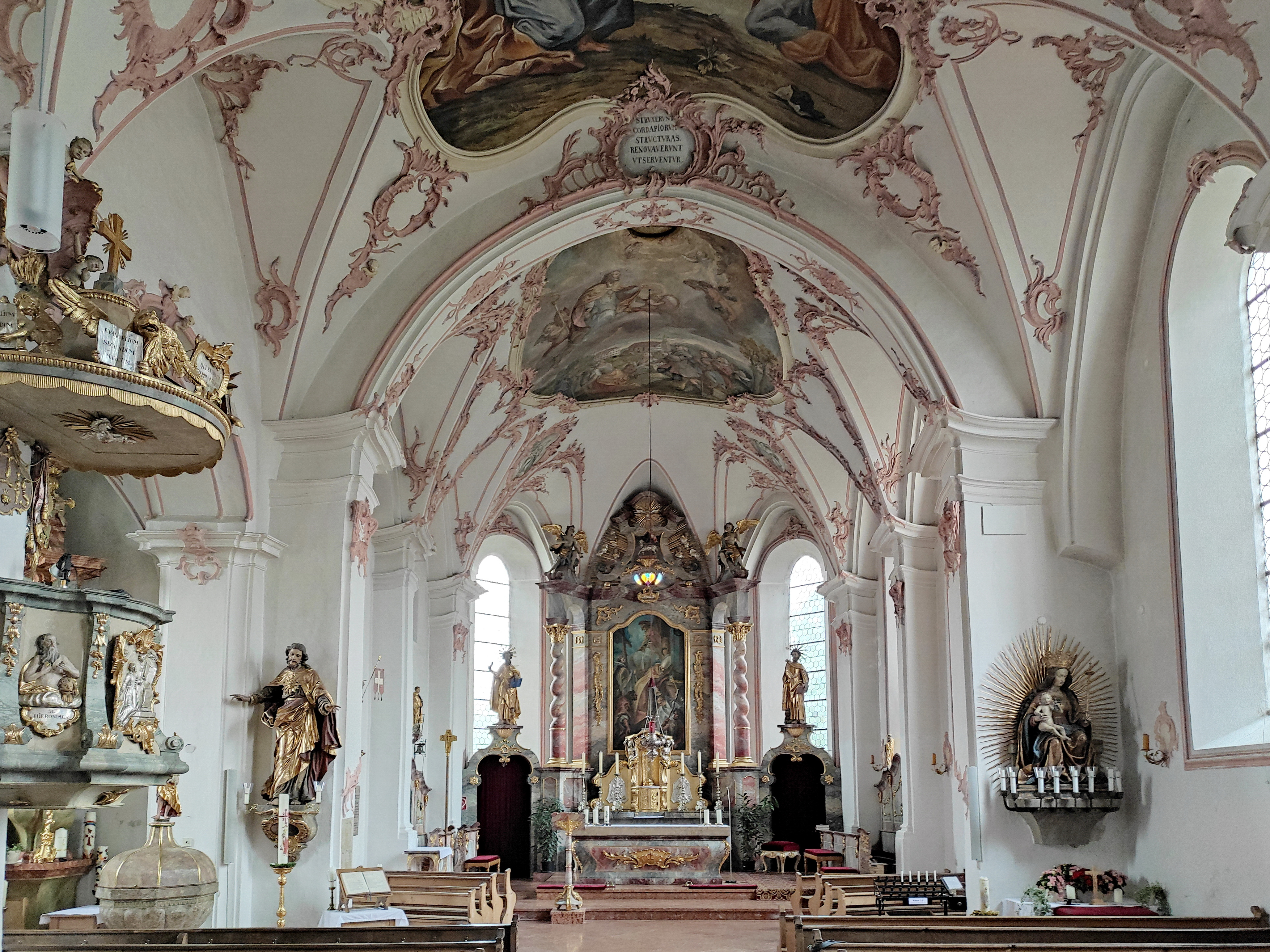
Innenraum von St. Erhard in Walpertskirchen

Auf dieser Seite sind die Baudenkmäler in der oberbayerischen Gemeinde Walpertskirchen zusammengestellt. Diese Tabelle ist eine Teilliste der Liste der Baudenkmäler in Bayern. Grundlage ist die Bayerische Denkmalliste, die auf Basis des Bayerischen Denkmalschutzgesetzes vom 1. Oktober 1973 erstmals erstellt wurde und seither durch das Bayerische Landesamt für Denkmalpflege geführt wird. Die folgenden Angaben ersetzen nicht die rechtsverbindliche Auskunft der Denkmalschutzbehörde.

## Baudenkmäler nach Ortsteilen

### Walpertskirchen
| Lage                      | Objekt                             | Beschreibung | Akten-Nr.    | Bild           |
| ------------------------- | ---------------------------------- | --- | ------------ | -------------- |
| Kirchenplatz 1 (Standort) | Katholische Pfarrkirche St. Erhard | zweischiffige Wandpfeilerkirche mit Zwiebelturm von 1491 (bezeichnet), von Johann Baptist Lethner 1766 überarbeitet, 1884 Restaurierung und teilweise neue Innenausstattung durch den Münchner Architekten Joseph Elsner; 1902/5 um zwei Achsen verlängert und Turmneubau; mit Ausstattung | D-1-77-142-1 | weitere Bilder |

### Hallnberg
| Lage                   | Objekt      | Beschreibung                                                                                                | Akten-Nr.    | Bild        |
| ---------------------- | ----------- | --- | ------------ | ----------- |
| Hallnberg 1 (Standort) | Wegkapelle  | gewölbter Rechteckbau mit kräftigen Gesimsen und Dreiecksgiebel, um 1870.                                   | D-1-77-142-2 | Wegkapelle  |
| Hallnberg 7 (Standort) | Windbrunnen | Zugehörig Windbrunnen, sogenannter Amerikanischer Schnellläufer, Stahlkonstruktion, Anfang 20. Jahrhundert. | D-1-77-142-5 | Windbrunnen |

### Neufahrn
| Lage                   | Objekt | Beschreibung                                                                                        | Akten-Nr.    | Bild  |
| ---------------------- | ------ | --------------------------------------------------------------------------------------------------- | ------------ | ----- |
| Neufahrn 17 (Standort) | Stall  | Stallstadel eines Parallelhofes, flacher Satteldachbau mit Bundwerk aus Andreaskreuzen, um 1850/60. | D-1-77-142-3 | Stall |

### Schwabersberg
| Lage                        | Objekt                               | Beschreibung | Akten-Nr.    | Bild                                 |
| --------------------------- | ------------------------------------ | --- | ------------ | ------------------------------------ |
| In Schwabersberg (Standort) | Katholische Filialkirche St. Florian | barocker Saalbau mit eingezogenem Rechteckchor und schmalem Spitzhelmturm, von Hans Kogler, 1680; mit Ausstattung | D-1-77-142-4 | Katholische Filialkirche St. Florian |